# Claude Bisson
Claude Bisson, né le 9 mai 1931 à Trois-Rivières et mort le 18 mars 2024 à Montréal, est un juriste québécois. De 1988 à 1994, il est juge en chef du Québec.

## Biographie
Après avoir étudié le droit à l'Université Laval et à l'Université McGill, il est admis au barreau du Québec en 1954. Il pratique le droit plusieurs années à Trois-Rivières. De 1964 à 1969, il est avocat de la couronne. En 1969, il devient juge à la Cour supérieure du Québec, puis juge à la Cour d'appel du Québec en 1980. Il occupe le poste de juge en chef du Québec de 1988 à 1994, puis continue de siéger à la cour d'appel jusqu'en 1996.
Au cours de sa carrière, il a participé à plusieurs commissions du gouvernement du Canada : évasions en série du pénitencier de Saint-Vincent-de-Paul (1969), explosion survenue à l'usine de la CIL à McMasterville (1975), commission canadienne sur la détermination de la peine (1984-1987). Il est commissaire du Centre de la sécurité des télécommunications de 1996 à 2002.
Depuis 1996, il est jurisconsulte auprès de l'Assemblée nationale du Québec.

## Distinctions
- 2015 : Médaille du Barreau du Québec[4]
- 1998 :  Officier de l'Ordre du Canada